# Lindum Kirke
Lindum Kirke er en kirke i Lindum Sogn i det tidligere Nørlyng Herred, Viborg Amt, nu Viborg Kommune. kor og skib, er opført i romansk tid af granitkvadre over skråkantsokkel. Norddøren er bevaret i tilmuret tilstand, på karmstene ses svære rundstave, der foroven ender i primitive mandshoveder. Syddøren er i brug og har bevaret en karmsten med rundstav. I skibets nordmur ses et romansk vindue i brug, i korets nordvæg ses et romansk vindue med rundstav som indvendig niche. I korgavlen ses en reliefkvader med mandshoved. Tårnet er opført i sengotisk tid, våbenhuset er formodentlig fra 1800-tallet. Kirken blev istandsat i 1967.
Kor og skib har fladt bjælkeloft. Den romanske korbue er bevaret med profilerede kragbånd. Altertavlen er et maleri af Larsen Lund fra 1924 i rammeværk af P.C. Skovgaard. Prædikestolen er fra 1576 med allegoriske malerier fra 1700-tallet. Døbefonten af granit er en ny kopi efter en romansk font.

## Eksterne kilder og henvisninger
- Wikimedia Commons har flere filer relateret til Lindum Kirke
- Lindum Kirke Arkiveret 31. januar 2011 hos  Wayback Machine hos nordenskirker.dk
- Lindum Kirke hos KortTilKirken.